# Ahmed Hachani

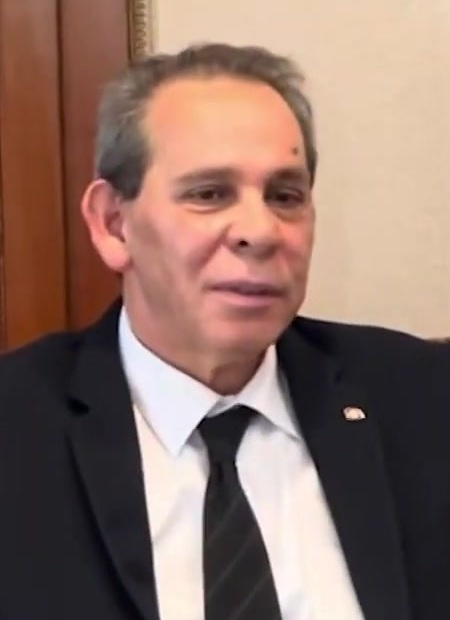
Ahmed Hachani, 2023

Ahmed Hachani (arabisch أحمد الحشاني, DMG Aḥmad al-Ḥašānī; * 4. Oktober 1956) ist ein tunesischer Politiker. Vom 2. August 2023 bis zum 8. August 2024 war er Premierminister von Tunesien.

## Leben
Hachani schloss sein Studium an der juristischen Fakultät der Universität von Tunis ab. Anschließend war er bei der tunesischen Zentralbank beschäftigt.

### Politische Karriere
Am 1. August 2023 wurde Hachani von Präsident Kais Saied zum Premierminister ernannt und mit der Bildung der neuen Regierung des Landes beauftragt. Er ersetzte Najla Bouden, die an diesem Tag entlassen wurde. Am 7. August 2024 entließ Präsident Saied Hachani ohne Angabe von Gründen und ernannte den bisherigen Sozialminister Kamel Maddouri zum Nachfolger.